# Młynówka (lewy dopływ Bystrzycy)
Młynówka – struga, lewostronny dopływ Bystrzycy. Płynie przez Bystrzycę Dolną. 
Młynówka jest odnogą Bystrzycy.